# Konami Justifier

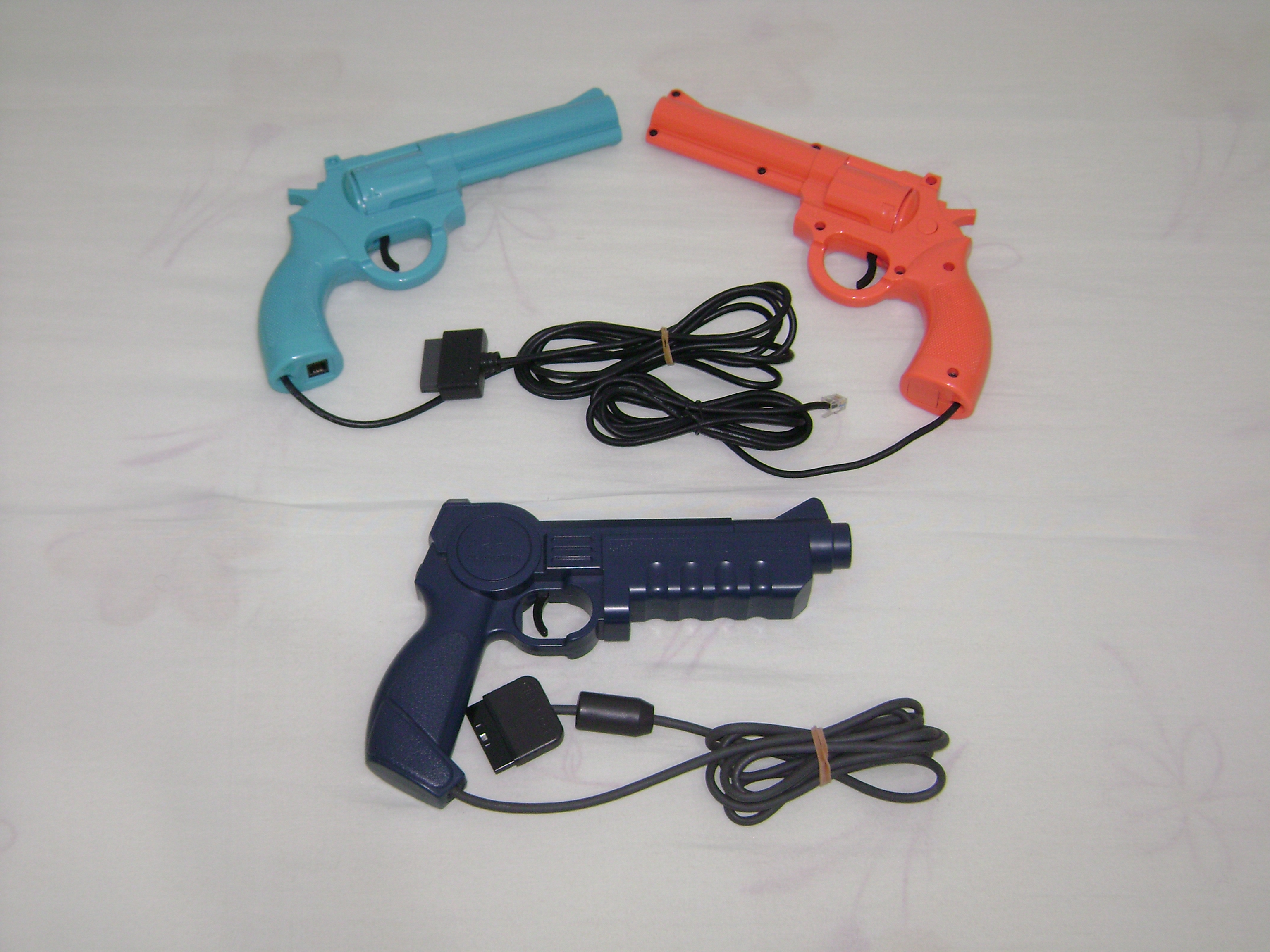
Световые пистолеты The Justifier для Sega Mega Drive (вверху) и PlayStation (японская версия, внизу)

The Justifier — световой пистолет, разработанный японской компанией Konami для консолей Super Nintendo Entertainment System, Sega Mega Drive и PlayStation. Оригинальный дизайн пистолета походил на внешний вид револьвера Colt Python. Первоначально контроллер был разработан для консольной версии игры Lethal Enforcers, но впоследствии поддержка пистолета появлялась и в других играх.

## Модели
Версии для Mega Drive и SNES были модификациями светового пистолета Justifier, использовавшегося в японских игровых автоматах оригинальной игры Lethal Enforcers. Благодаря этому можно было не модифицировать аркадную игру для поддержки официальных контроллеров (Super Scope и Menancer). Было два вида пистолетов: синий, подключавшийся непосредственно в консоль, и розовый, подключавшийся через порт RJ-11 к синему. Таким образом можно было играть в игры двум игрокам. Розовый пистолет продавался Konami напрямую через почтовые заказы и был совместим с синими пистолетами как для Mega Drive, так и для SNES.
Версия для PlayStation продавалась под названием Hyper Blaster (Sony ID SLEH-00005 и SLUH-00017) в Японии и Европе. Японский пистолет выполнялся из чёрного пластика, когда как европейский — из ярко-зелёного. Hyper Blaster стал первым световым пистолетом для PlayStation, опередив GunCon от Namco на несколько лет. Первой игрой с поддержкой Hyper Blaster стала Project Horned Owl. Hyper Blaster и GunCon были несовместимы друг с другом, хотя некоторые игры (например, Elemental Gearbolt) поддерживали оба контроллера.

## Совместимые игры

### Sega CD
- Lethal Enforcers
- Lethal Enforcers II: Gun Fighters
- Snatcher
- Crime Patrol
- Mad Dog McCree
- Mad Dog II: The Lost Gold
- Who Shot Johnny Rock?

### Genesis/Mega Drive
- Lethal Enforcers
- Lethal Enforcers II: Gun Fighters

### Super NES
- Lethal Enforcers

### PlayStation
- Area 51
- Crypt Killer
- Die Hard Trilogy
- Die Hard Trilogy 2: Viva Las Vegas
- Elemental Gearbolt
- Lethal Enforcers
- Lethal Enforcers II: Gun Fighters
- Maximum Force
- Mighty Hits Special
- Project Horned Owl[2]
- Silent Hill (используется для разблокировки секретного оружия)

### PlayStation 2
- The Keisatsukan: Shinjuku Ni Juu Yon Ji (в Японии) / Police 24/7 (в Европе)